# Pilocrocis xanthostictalis
Pilocrocis xanthostictalis là một loài bướm đêm trong họ Crambidae.